# Jordania na Mistrzostwach Świata w Lekkoatletyce 2015
Jordania na Mistrzostwach Świata w Lekkoatletyce 2015 – reprezentacja Jordanii podczas Mistrzostw Świata w Pekinie liczyła 1 zawodnika, który nie zdobył medalu.

## Występy reprezentantów Jordanii
| Konkurencja             | Zawodnik          | Runda 1  | Runda 1 | Półfinał | Półfinał | Finał    | Finał   |
| Konkurencja             | Zawodnik          | Rezultat | Pozycja | Rezultat | Pozycja  | Rezultat | Pozycja |
| ----------------------- | ----------------- | -------- | ------- | -------- | -------- | -------- | ------- |
| Bieg na 1500 m mężczyzn | Awwad Al Sharafat | 4:07,72  | 40.     | NQ       | NQ       | NQ       | NQ      |